# Cinteză inelată
Cinteza inelată (Stizoptera bichenovii) este o pasăre paseriformă întâlnită în habitatele de savană uscată, pășuni de câmpie și tufișuri din nordul și estul Australiei. Este singura specie plasată în genul Stizoptera.

## Taxonomie
Cinteza inelată a fost descrisă oficial în 1827 de către naturaliștii Nicholas Vigors și Thomas Horsfield, pe baza specimenelor colectate lângă Shoalwater Bay și Broad Sound în Queensland, Australia. Ei au inventat numele binomial Fringilla bichenovii. Specia a fost anterior plasată în genul Taeniopygia. Un studiu filogenetic molecular al Estrildidae publicat în 2020 a constatat că genul Taeniopygia nu era monofiletic. În cadrul reorganizării pentru a crea genuri monofiletice, cinteza inelată a fost mutată în genul Stizoptera, care fusese introdus în 1899 de ornitologul american Harry C. Oberholser. Numele genului combină greaca veche stizō care înseamnă „a marca” cu pteron care înseamnă „aripă”. Epitetul specific îl comemorează pe James Ebenezer Bicheno, un secretar colonial al Van Diemen's Land.
Sunt recunoscute două specii:
- Stizoptera bichenovii annulosa (Gould, 1840) – nordul Australiei de Vest și Teritoriul de Nord (nord-vest, nordul Australiei)
- Stizoptera bichenovii bichenovii (Vigors & Horsfield, 1827) – de la nord de Queensland la sud-est de New South Wales (estul Australiei)

## Comportament
Cinteza inelată este granivoră și foarte gregară. Cuiburile sunt construite în iarbă, tufișuri sau copaci joși, cu patru până la șase ouă depuse per cuib. Strigătul este un tet moale sau un peew mai puternic, iar cântecul este un fluierat moale, care seamănă oarecum cu cel al cintezei zebră.

## Galerie

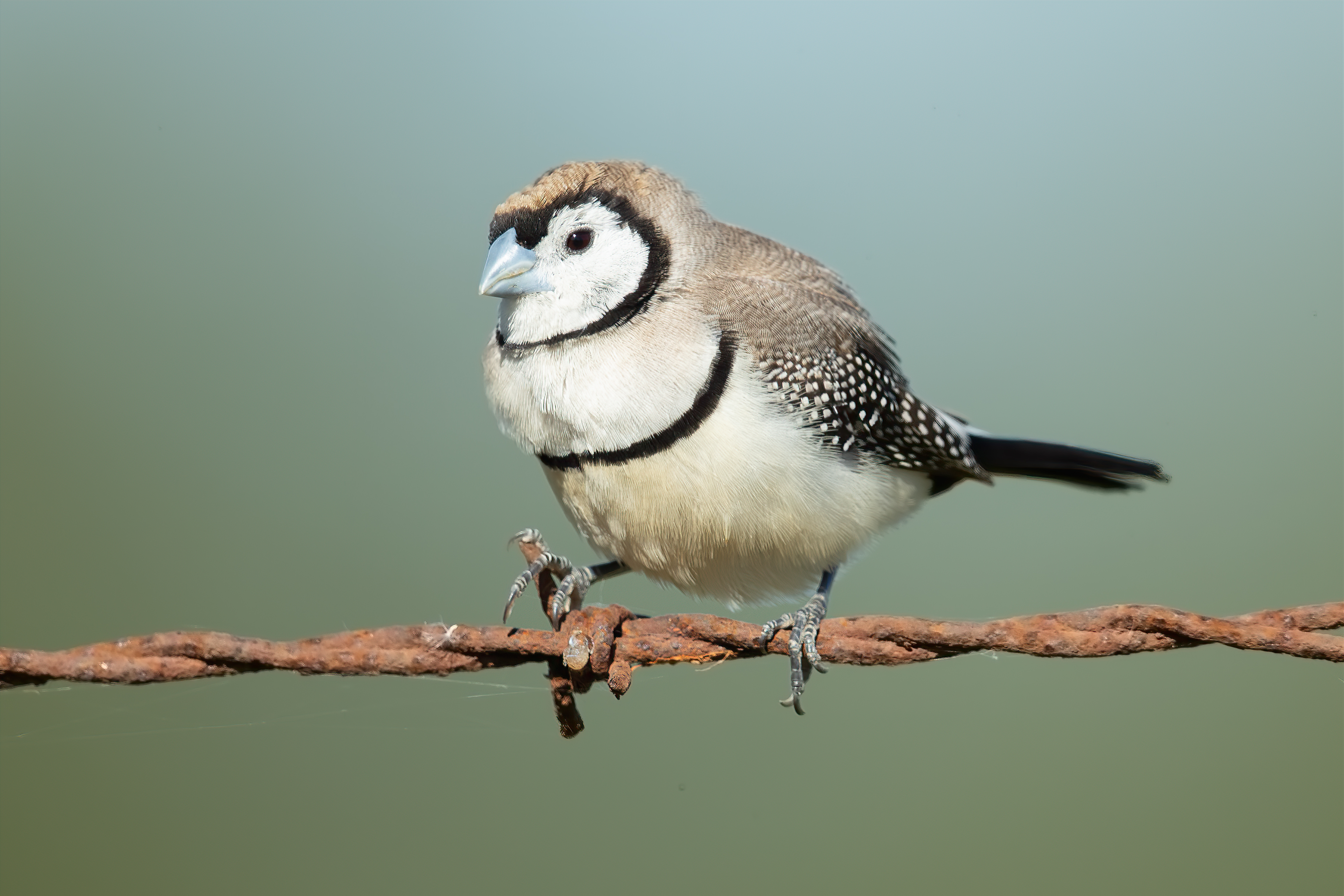
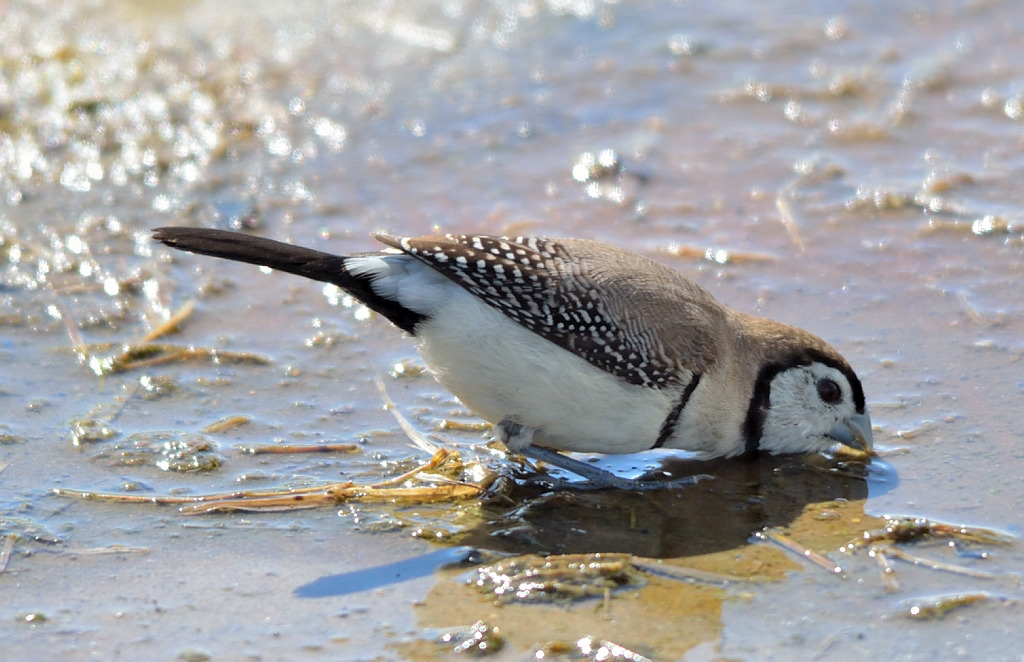
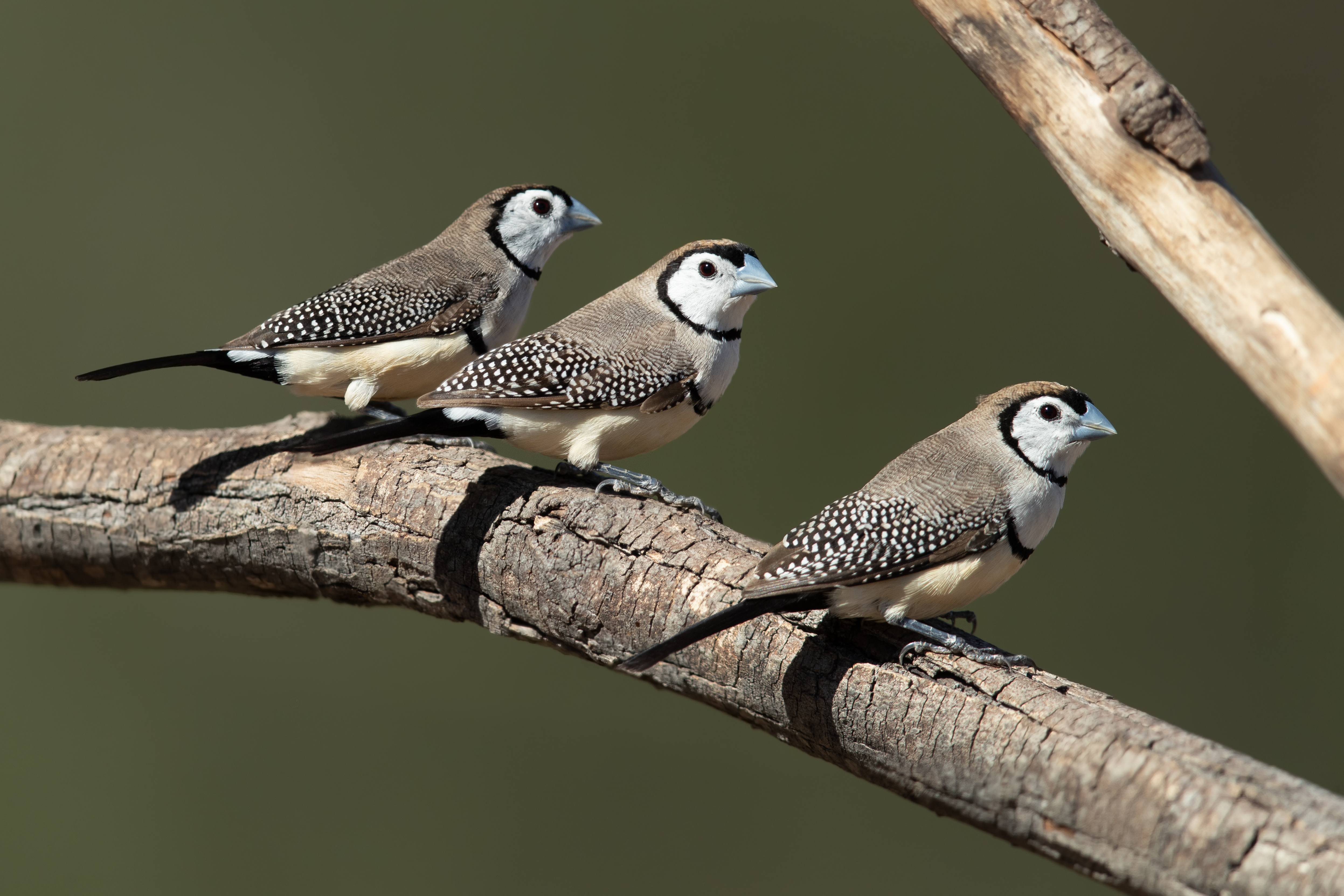
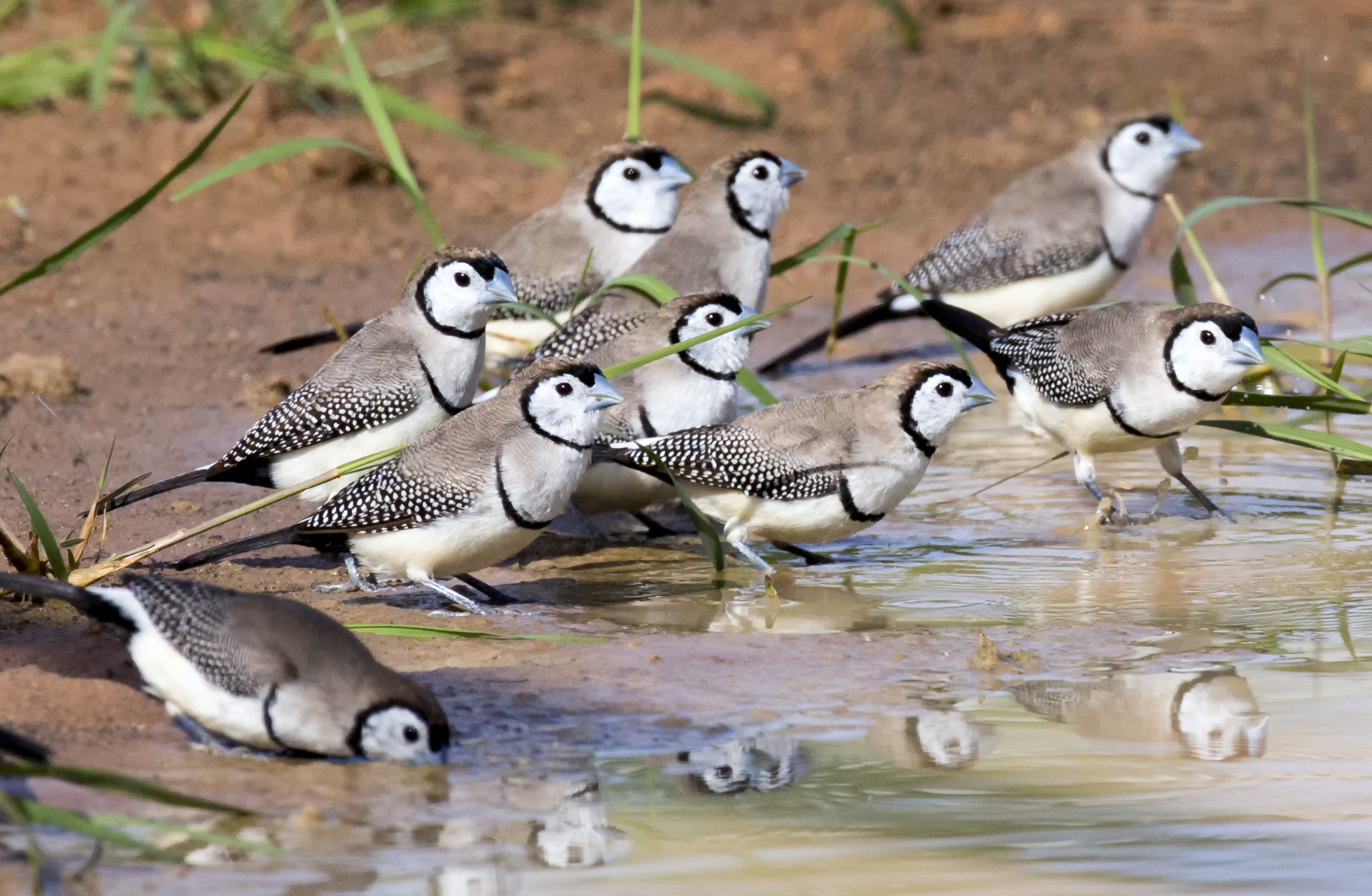
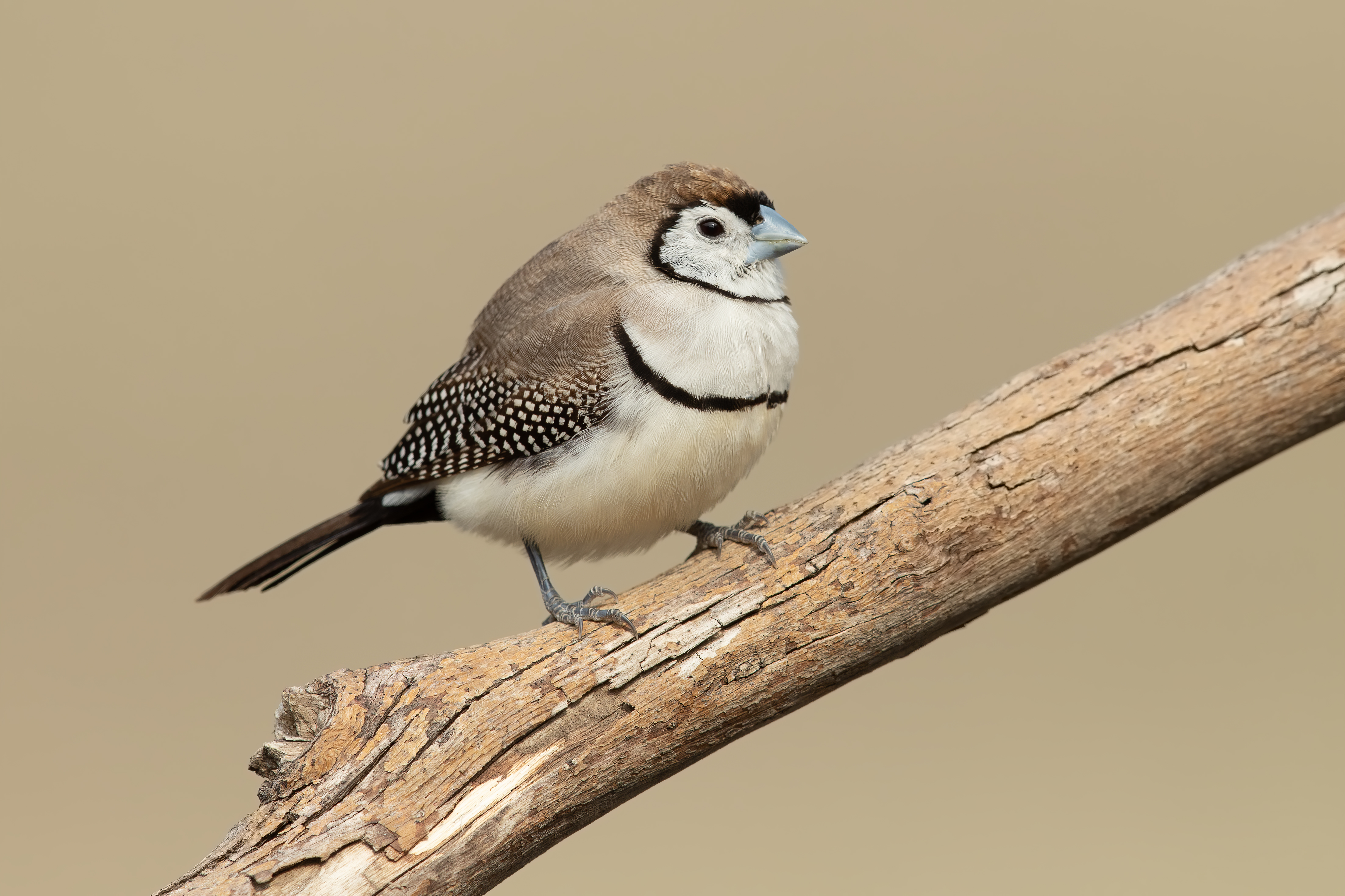
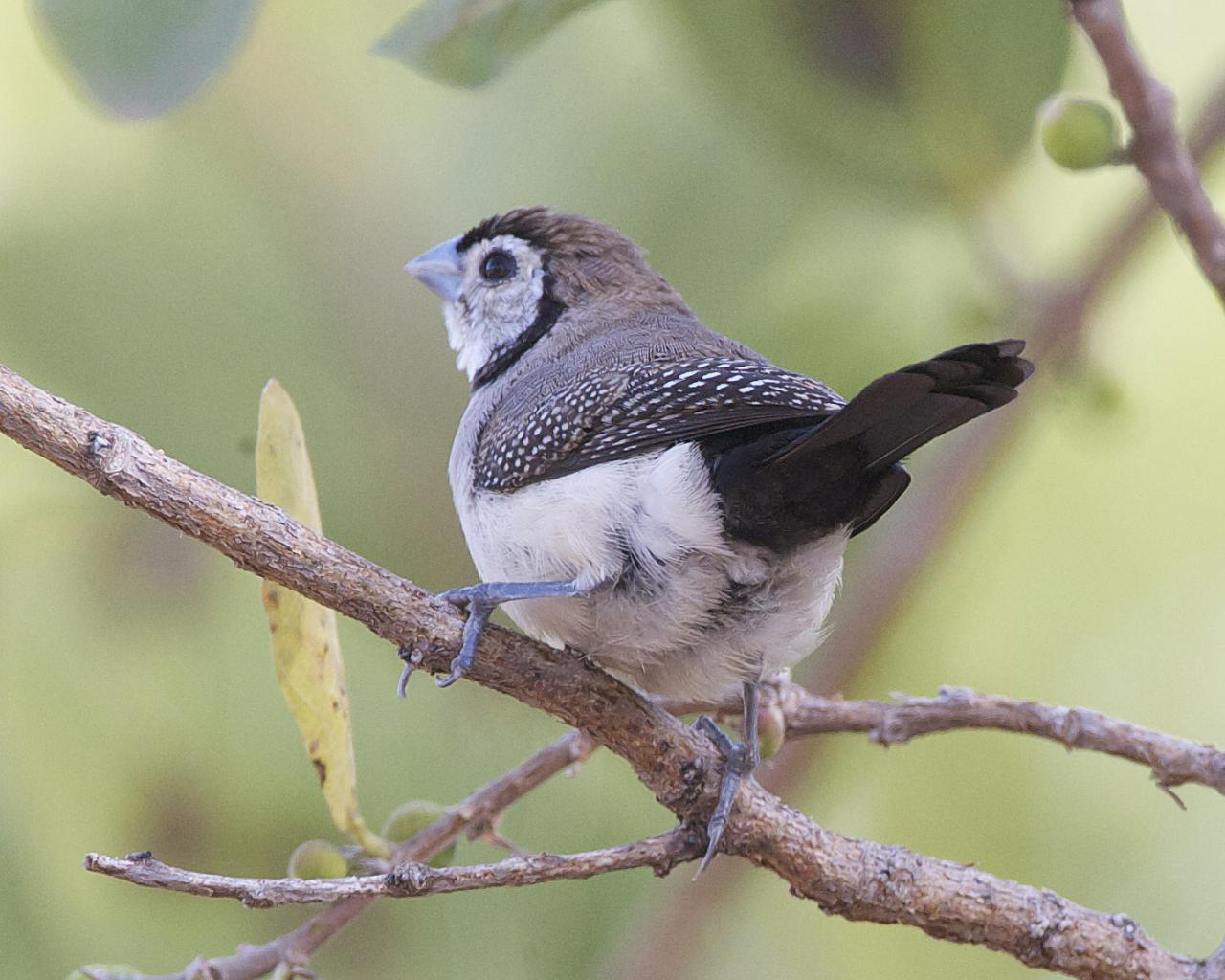